# كفر حايا
كفر حايا قرية سورية تتبع ناحية إحسم في منطقة أريحا في محافظة إدلب. بلغ عدد سكانها 916 نسمة في عام 2004 حسب إحصاء المكتب المركزي للإحصاء.